# Яблонув (Лодзинське воєводство)
Яблонув (пол. Jabłonów) — село в Польщі, у гміні Бжезіни Бжезінського повіту Лодзинського воєводства.
Населення — 32 особи (2011).
У 1975-1998 роках село належало до Скерневицького воєводства.

## Демографія
Демографічна структура станом на 31 березня 2011 року:
|          | Загалом | Допрацездатний вік | Працездатний вік | Постпрацездатний вік |
| -------- | ------- | ------------------ | ---------------- | -------------------- |
| Чоловіки | 13      | 1                  | 7                | 5                    |
| Жінки    | 19      | 5                  | 7                | 7                    |
| Разом    | 32      | 6                  | 14               | 12                   |